# Фазли, Мохаммад Шах
Мохаммад Шах Фазли (пушту محمد شاه فضلي) — афганский политический деятель. Первый вице-президент Афганистана в 1993 — 1994 годы.
Родился Мохаммад Шах 3 марта 1933 года. Был членом партии Движение исламской революции Афганистана во главе с Мухаммедом Наби. Он призывал людей к сопротивлению против коммунистического правительства во время Афганской войны. Во время Афганской войны находился в городе Пешавар в Пакистане. В январе 1993 года, стал Первым вице-президентом совместно с Мухаммедом Наби. В 1994 году он покинул этот пост. Также был председателем верховного суда Афганистана. Позже он переехал в США.
Умер там 18 декабря 2006 года.